# Али Шариати
Али Шариати (на персийски: علی شريعتی)о(23 ноември 1933 – 19 юни 1977) е ирански социолог, работил върху социологията на религията. Сочен е за един от най-влиятелните ирански интелектуалци на 20 век и е наричан „идеолог на иранската революция“.